# فيضان متفجر

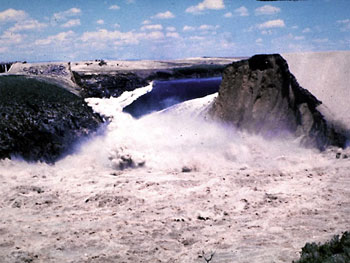

في الجيومورفولوجيا، الفيضان المتفجر (بالإنجليزية: Outburst flood) - وهو نوع من الفيضانات الضخمة - هو فيضان كارثي شديد الضخامة منخفض التردد ينطوي على إطلاق مفاجئ لكمية كبيرة من المياه.

## التعريف والتصنيف
الفيضانات الضخمة هي فيضانات قديمة تضمنت معدلات تدفق مياه أعلى من تلك المسجلة تاريخيًا. تُدرس هذه الفيضانات من خلال دراسة الرواسب الرسوبية والتضاريس التآكلية والبنائية التي أحدثتها كل فيضانات ضخمة على حدة. ترتبط الفيضانات المعروفة لنا من خلال الأوصاف التاريخية في الغالب بالأحداث الجوية، مثل الأمطار الغزيرة، والذوبان السريع للثلوج، أو مزيج منها. مع ذلك، فقد أظهرت الأبحاث الجيولوجية في الماضي الجيولوجي للأرض وقوع أحداث أكبر بكثير.